# Berufungspastoral
Berufungspastoral ist die seelsorgerliche Aktivität (Pastoral) einer in der Regel christlichen Glaubensgemeinschaft, mit dem Ziel, ein allgemeines Berufungsbewusstsein zu wecken (Berufung zum Mensch-Sein), zu ehrenamtlichen Diensten in der Gemeinde zu motivieren (Berufung zum Christ-Sein) und bei der Entdeckung der Berufung zu einem Lebensweg als Priester oder im geweihten Leben zu helfen. In diesem Sinne steht die Berufungspastoral in Beziehung zu allen anderen Dimensionen der Seelsorge: zur Pastoral der Familie, der Kultur, der Liturgie und der Sakramente, der Katechese und des Glaubensweges im Katechumenat. Vor allem aber wird sie als verbindende Perspektive in der kirchlichen Jugendarbeit gesehen.
Die katholische Kirche und viele Ordensgemeinschaften haben eigens Berufungsbeauftragte benannt und Zentren für Berufungspastoral eingerichtet.

## Rogamus-Stiftung
Im Jahr 2017 wurde im Erzbistum Köln die Rogamus-Stiftung ins Leben gerufen, deren Aufgabe die Förderung der Berufungspastoral in der Katholischen Kirche ist. Die von Erzbischof Rainer Maria Woelki gegründete Stiftung betreut eine seit 1999 bestehende Rogamus-Gebetsgemeinschaft für geistliche Berufungen im Erzbistum Köln und darüber hinaus. Sekretär der Stiftung ist Pfarrer Regamy Thillainathan, Ehrenmitglied war seit 2018 Papst Franziskus.

## ZeitschriftWegbereiter
Ab April 1953 gab der Salvatorianerpater Paschalis Schmid unter dem Titel Priestersamstag eine Quartalsschrift zur Förderung der Berufungspastoral heraus, die sich an junge Menschen auf der Suche nach ihrer geistlichen Berufung wie an die Mitglieder des Päpstlichen Werkes für geistliche Berufe richtete. 1957 erreichte die Zeitschrift eine Auflage von 93.000 Exemplaren. Im Jahr 1967 wurde die weiterhin vom Salvatorianerorden getragene praxisorientierte Zeitschrift in Wegbereiter umbenannt. Der Rückgang der Zielgruppe und die Einstellung der finanziellen Förderung durch die deutschen Diözesen führte Ende 2012 zur Einstellung der Zeitschrift im 59. Jahrgang. Der vollständige Titel lautete zuletzt: Wegbereiter – Magazin für Berufe der Kirche. Religiöse Vierteljahresschrift zur Weckung und Förderung kirchlicher Berufe, begründet von P. Paschalis Schmid SDS, dem Initiator des monatlichen Gebetstages für geistliche Berufe.